# Julius de Schleswig-Holstein-Sonderburg-Glücksburg

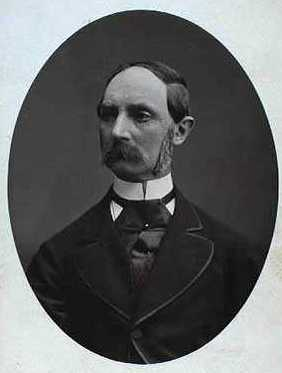
Prințul Julius de Schleswig-Holstein-Sonderburg-Glücksburg

Prințul Julius de Schleswig-Holstein-Sonderburg-Glücksburg (14 octombrie 1824, Gottorp, Schleswig, Ducatul de Schleswig – 1 iunie 1903, Itzehoe, Schleswig-Holstein, Germania) a fost al optulea copil  din cei zece ai lui Friedrich Wilhelm, Duce de Schleswig-Holstein-Sonderburg-Glücksburg și ai Prințesei Louise Caroline de Hesse-Cassel.

## Biografie
În 1863, Prințul Julius a fost trimis în Grecia cu tânărul său nepot, Prințul Vilhelm al Danemarcei, care accedase recent pe tronul Greciei ca rege al elenilor, pe post de consilier. Optsprezece luni mai târziu, regele s-a întors de la o plimbare și a descoperit că, în timp ce el era plecat, Julius a invitat șapte miniștri asociați cu fostul și profund nepopularul rege Otto, la Palat, pentru a discuta eliminarea contelui Sponneck, un alt consilier al regelui. Indignat de ceea ce a văzut ca o încercare de "puci de palat" , regele a ordonat ca Julius să părăsească Grecia în termen de o săptămână.
Julius s-a căsătorit morganatic la 2 iulie 1883 cu Elisabeth von Ziegesar (1856–1887), fiica lui Wolf von Ziegesar. După căsătorie ea s-a intitulat contesa von Roest.